# إفريقيا إيكو
إفريقيا إيكو هو رالي للسيارات على التضاريس الطبيعية شمال غرب أفريقيا، بمشاركة 40 متسابقا من جنسيات مختلفة.
يعبر المتسابقون خلال الرالي التراب المغربي انطلاقا من الناظور نحو التراب الموريتاني والسنغالي حيث ينتظر وصولهم إلى العاصمة السنغالية داكار يوم 10 يناير بعد أن يكونوا قد قطعوا مسافة 6.131 كلم.

## الدورات
| الدورة | ت.الانطلاق     | ت. الوصول     | الفائز الأول  | الفريق         | الجنسية |
| ------ | -------------- | ------------- | ------------- | -------------- | ------- |
| #1     | 30 ديسمبر 2008 | 11 يناير 2009 | جان لوي سليشر | Buggy POWERADE | فرنسا   |
| #2     | 27 ديسمبر 2009 | 10 يناير 2010 |               |                |         |
| #3     |                |               |               |                |         |